# Leptotarsus (Longurio) minusculus
Leptotarsus (Longurio) minusculus is een tweevleugelige uit de familie langpootmuggen (Tipulidae). De soort komt voor in het Afrotropisch gebied.